# Pfarrkirche Eggersdorf bei Graz

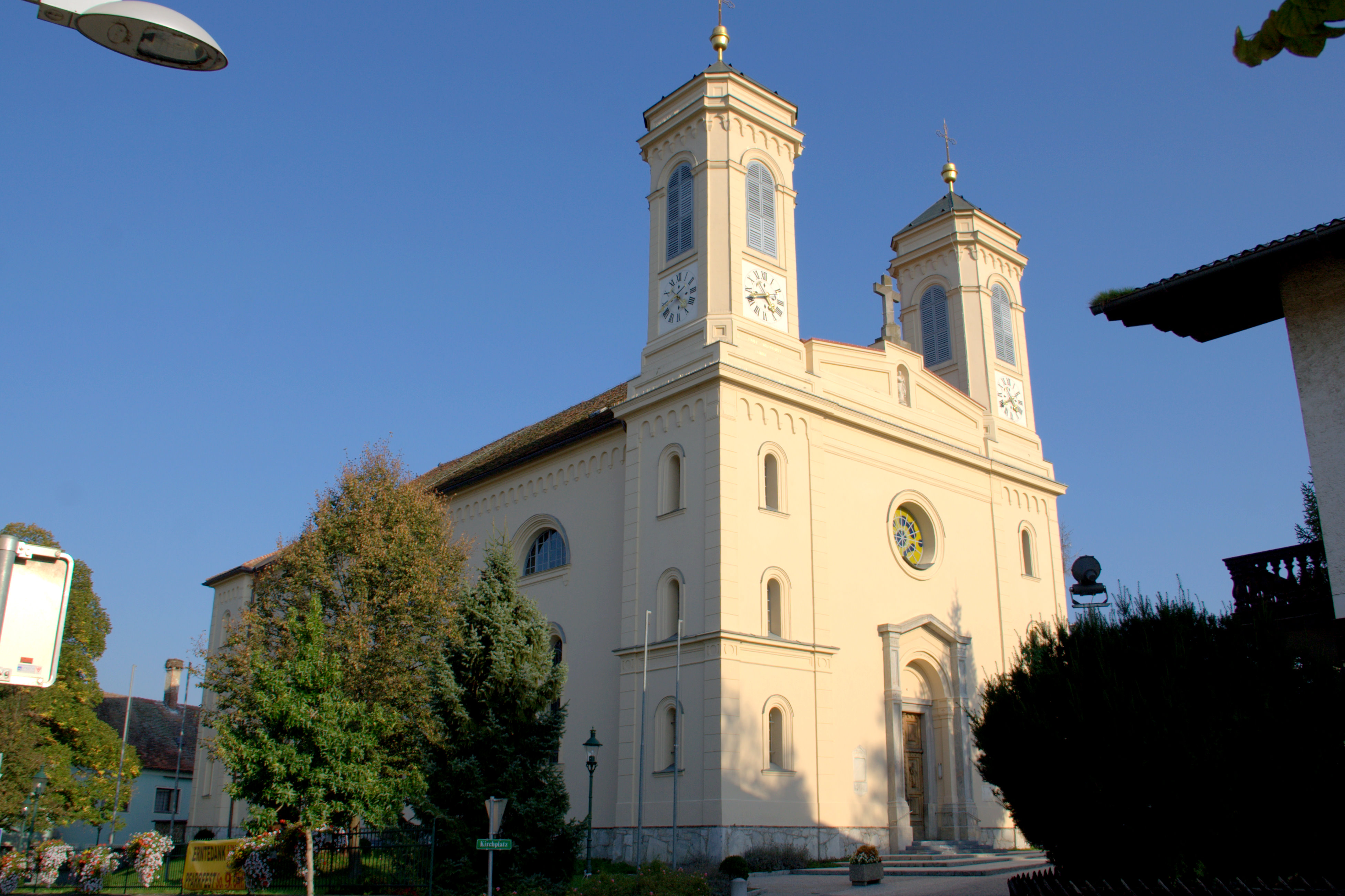
Die Kirche im September 2011

Die Pfarrkirche Eggersdorf bei Graz ist die römisch-katholische Pfarrkirche der Marktgemeinde Eggersdorf bei Graz im Bezirk Graz-Umgebung in der Steiermark. Die auf die Heiligen Florian und Bartholomäus geweihte Kirche gehört zum Dekanat Gleisdorf in der Diözese Graz-Seckau. Sie wurde in der zweiten Hälfte des 19. Jahrhunderts im historistischen Stil errichtet.

## Geschichte

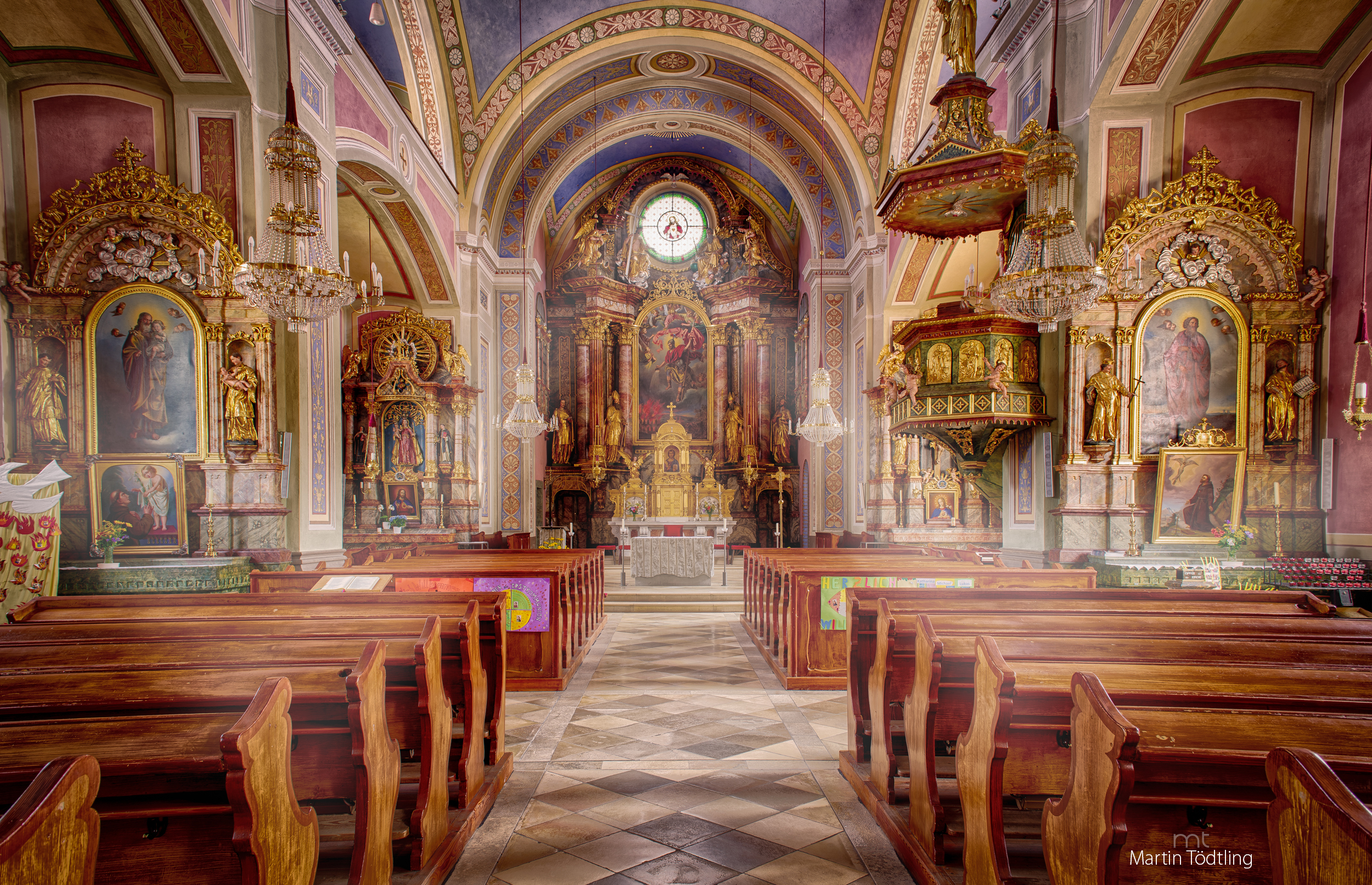
Innenansicht Kath. Pfarrkirche hll. Florian und Bartholomäus

An der Stelle der heutigen Kirche befand sich bis ins 19. Jahrhundert ein Vorgängerbau aus der Zeit der Siedlungsgründung im 11. Jahrhundert. Die erste urkundliche Erwähnung dieser Kirche stammt aus dem Jahr 1441. Sie war ursprünglich nur dem heiligen Bartholomäus geweiht. 1654 kam, wahrscheinlich nach einem überstandenen Feuer, der heilige Florian als zweiter Kirchenpatron hinzu. Um 1680 wurde die Kirche erweitert und zwei Seitenkapelle angebaut. Im 18. Jahrhundert wurden, um Platz für mehr Gläubige zu schaffen, an den Seitenwänden Emporen errichtet. Obwohl bereits 1792, aus Platzmangel, über den Neubau der Kirche verhandelt wurde, wurden erst 1826 erste Detailpläne vorgelegt. Der Bau der heutigen, nach Plänen von Josef Hasslinger gestalteten Kirche wurde schließlich im Jahr 1845 genehmigt und wurde ab 1852, nach dem Abriss der alten Kirche, ausgeführt. Die Weihe der, noch unfertigen, Kirche erfolgte am 25. April 1863. Dabei wurde der heilige Florian zum ersten Kirchenpatron erhoben. Die Fertigstellung des Baus erfolgte 1910 mit dem Einbau der heutigen Orgel und der Fenster. Sowohl 1972 als auch 2005 erfolgten Renovierungsmaßnahmen.

## Gestaltung
Die Wandpfeilerkirche wurde im Stil des eklektizistischen Historismus errichtet. Während der Außenbau neuromanische Formen zeigt, ist die Ausstattung im Neobarockstil gehalten. Sie weist eine Zweiturmfassade auf. An der Außenmauer findet man zwei Römersteine aus dem zweiten Jahrhundert, welche aus der alten Pfarrkirche stammen und 1857 eingemauert wurden. Weiters befindet sich vor der Kirche ein Kruzifix mit der trauernden Maria aus dem dritten Viertel des 18. Jahrhunderts.
Das dreieinhalbjochige Langhaus wird von einem Platzlgewölbe überspannt. Es hat zwei Seitenkapellen sowie mehrere Emporen. Die Fenster stammen genauso wie die Orgel aus dem Jahr 1910.
Der 1857 errichtete Hochaltar sowie die 1859 errichtete Kanzel wurden von Jakob Gschiel entworfen. Der rechte Seitenaltar trägt eine von Veit Königer gestaltete Kreuzigungsgruppe aus der Zeit zwischen 1770 und 1780. In der Kirche befindet sich eine aus dem 17. Jahrhundert stammende spätgotische Statue der Maria Elend. Weiters findet man in der Kirche ein Andachtsbild des heiligen Franz Xaver aus dem Jahr 1747. An der Gestaltung der Innenausstattung waren neben Jakob Geschiel und Veit Königer weiters die Bildhauer Josef Rainer, Josef Ussam und Alois Gapp sowie der Maler Josef Gfrerer beteiligt.